# 1903年3月29日の日食

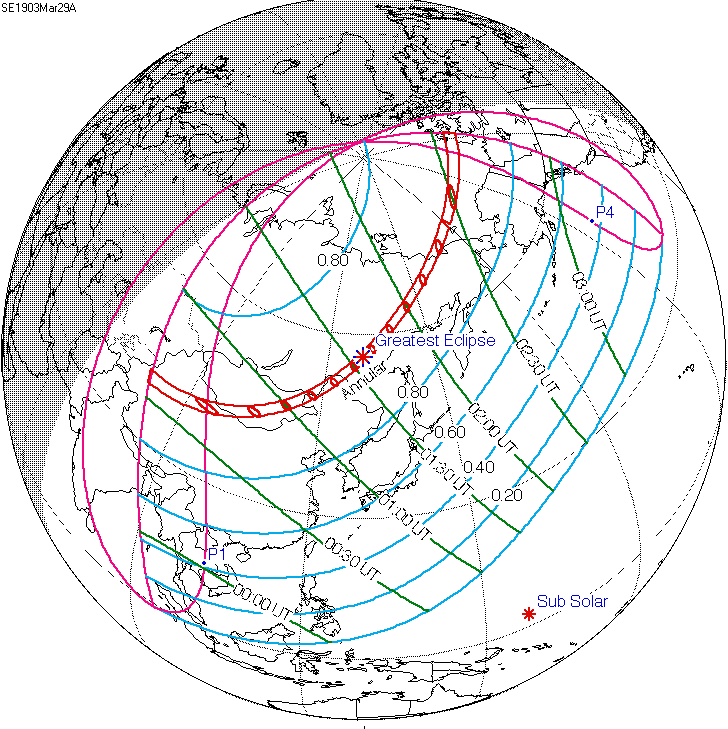

1903年3月29日の日食は、1903年3月29日に観測された日食である。中国、ロシア、カナダで金環日食が観測され、アジア中東部、北アメリカ北西部及び以上の地域の周辺の一部で部分日食が観測された。

## 通過した地域
金環帯が通過した、金環日食が見えた地域は清が支配した中国の新疆省西部（現在の新疆ウイグル自治区に属する）・甘粛省北部・西套蒙古のエジントルグート旗（現在の内モンゴル自治区エジン旗）の北部・外蒙古南東部（現在のモンゴル国に属する）・黒竜江将軍管轄区北部（現在の内モンゴル自治区北東部と黒竜江省北西部）、ロシア帝国東部（現在の極東ロシア東部）（現地時間3月29日）、カナダ北極諸島のバンクス島北部・プリンスパトリック島南部・エグリントン島の大部分（北端を除く）・メルヴィル島西部（現地時間3月28日）であった。
また、金環日食が見えなくても、部分日食が見えた地域は東アジア全部、アフガニスタン東部、南アジア中東部、インドシナ半島、マレー諸島北部、ロシア帝国中東部（現在のロシア中東部と中央アジア中東部）、ミクロネシア北西部、アラスカ地区（現在アメリカ合衆国のアラスカ州）、カナダ西部、アメリカ北西端。そのうち大部分は国際日付変更線の西にあり、3月29日に日食が見え、線の東の部分では3月28日に見えた。